# Secma
SECMA (Société d'Etude et de Construction de Mécanique Automobile) est un constructeur automobile français de roadsters et de buggys, créé par Daniel Renard en 1995, installé à Aniche, dans le Nord-Pas-de-Calais.

## Historique
Secma est un constructeur automobile français, créé par Daniel Renard en 1995. L'entreprise s’est construite à partir de la marque ERAD (en), société disparue de fabrication de voiture sans permis fondée par Daniel Renard au milieu des années soixante-dix. Initialement installée à Lambres la société emménage à Aniche en 1995 sur 8 500 m2 d'entrepôts dans l'ancienne verrerie de Boussois[réf. nécessaire]. Le 27 mai 2009, l'entreprise est détruite par un incendie. La société s'installe ensuite dans de nouveaux locaux plus modernes et fonctionnels.
En 2012, en parallèle à la production de son modèle phare, le roadster Secma F16, un nouveau modèle, sans permis, le Fun Lander, est lancé. En 2014, le F16 EVO, reprend le concept du F16 classique mais équipé d'un train arrière triangulé réglable, l'ajout d'une barre antiroulis avant et une crémaillère de direction plus directe. Lors du salon de l'auto de Genève, en mars 2016, le Secma F16 Turbo est présenté officiellement. En 2017, SECMA présente le Fun Buggy, un modèle avec une garde au sol plus conséquente et un look Buggy, décliné sur la base du F16,,.
L'année 2020 marque la sortie du nouveau modèle Turbo, qui bénéficie d'un changement de motorisation à la suite de l'application de la norme WLTP. Ce modèle se voit donc équipé d'un tout nouveau moteur Peugeot PureTech développant 225 cv. Cette version gagne également une boite manuelle à 6 rapports, avec un différentiel autobloquant Torsen de série.
En 2022, SECMA présente lors du meeting SECMA à Clastres (02) une nouvelle version du F16 TURBO : le GT.
Cette version se pare d'une face avant nouvelle, équipée du pack aéro de série ainsi que de feux bi-halogènes et de feux LED 3 fonctions.
En Septembre 2024, SECMA annonce un changement de motorisation sur ses modèles F16, F16 EVO et FUN BUGGY. Le moteur Renault K4M 105cv laisse place au moteur Renault - Nissan 1.6 Sce H4M. Plus puissant et plus coupleux - 115cv / 156Nm - ce nouveau bloc permet à SECMA de proposer des véhicules plus légers, plus puissants et avec un malus ultra léger.
Cette évolution moteur s'accompagne d'une planche de bord retravaillée ainsi que d'un nouveau compteur digital, placé maintenant face au pilote. 

## Les modèles

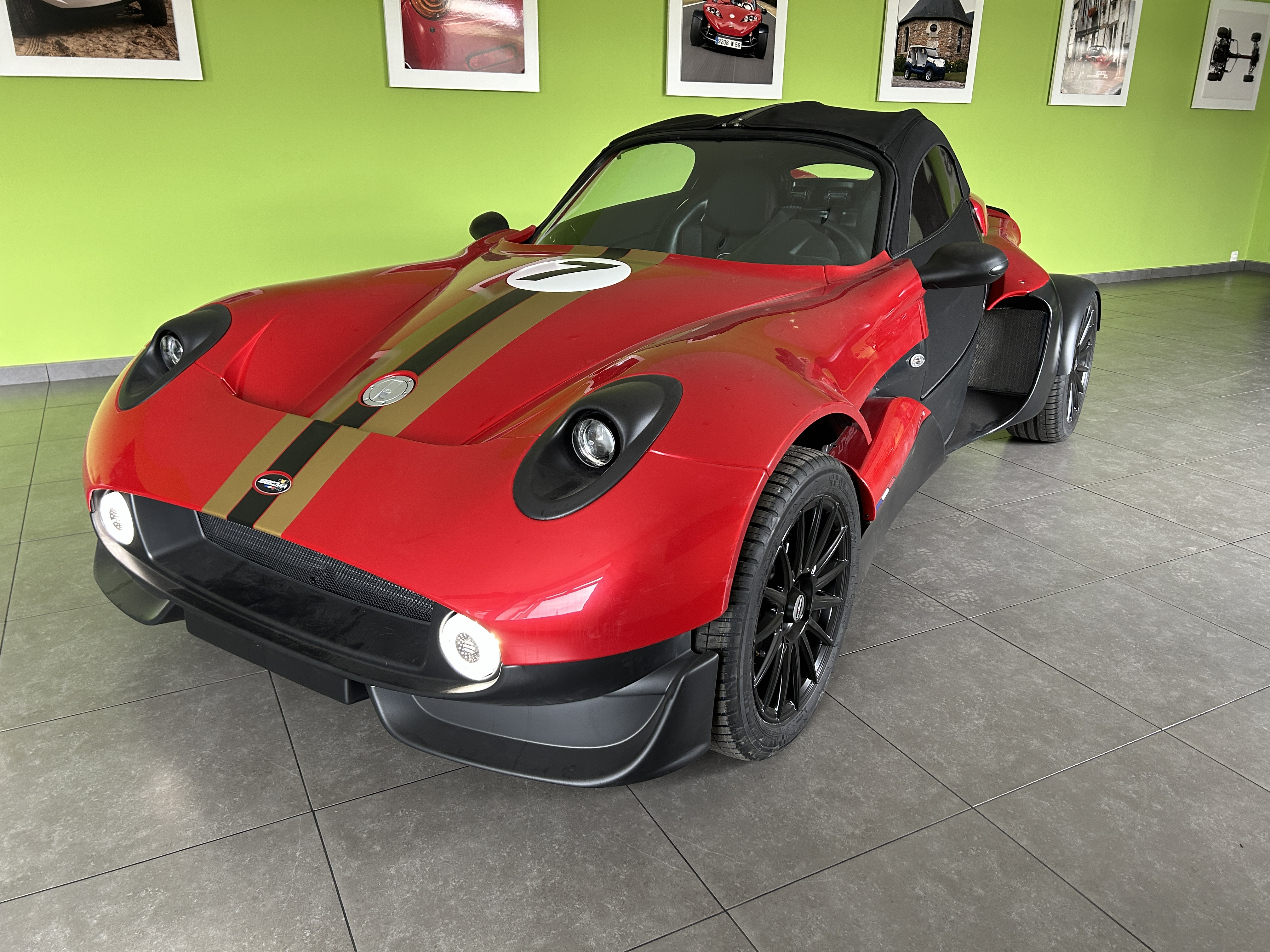
F16 TURBO GT

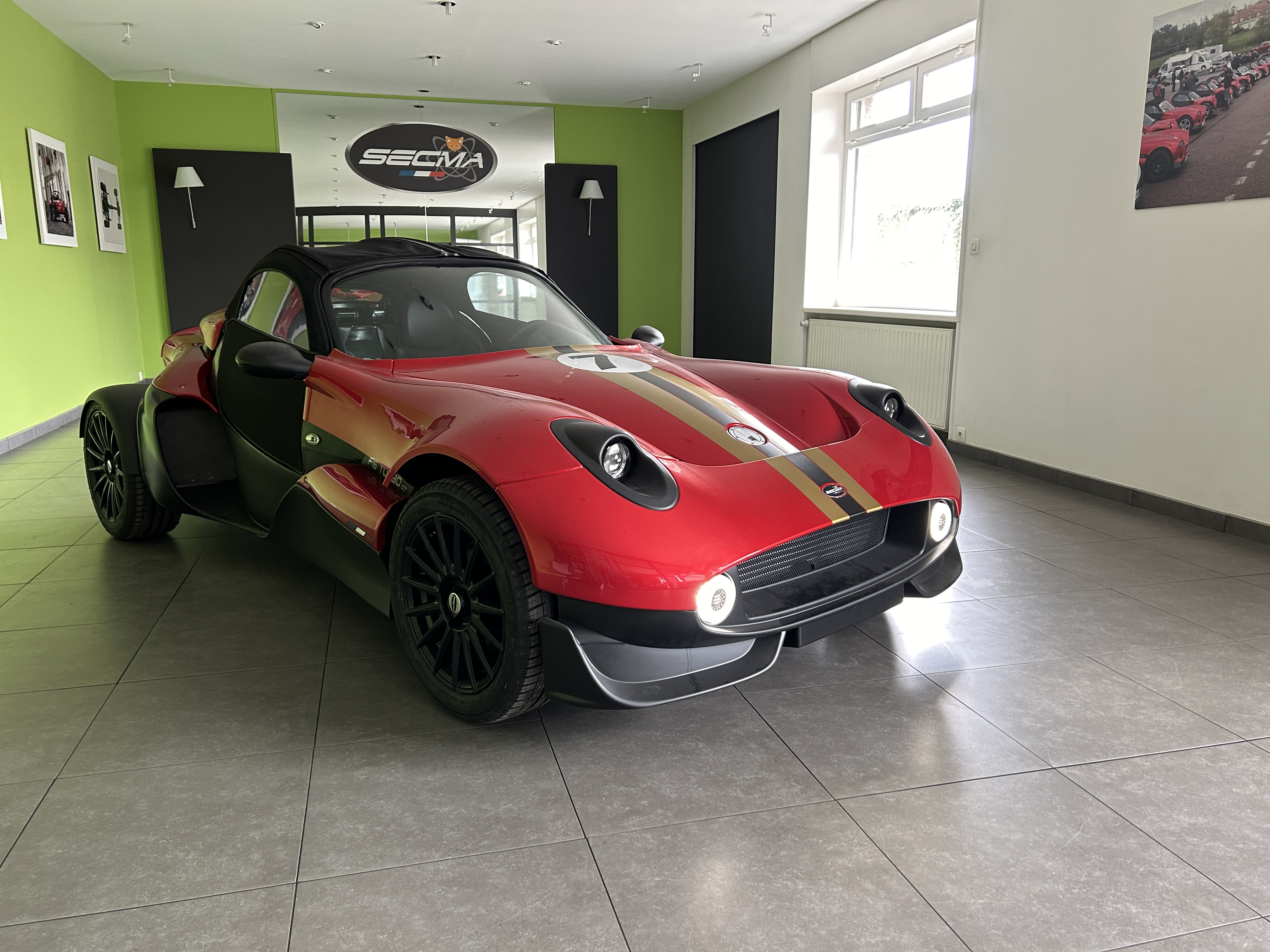
Secma F16 Turbo.

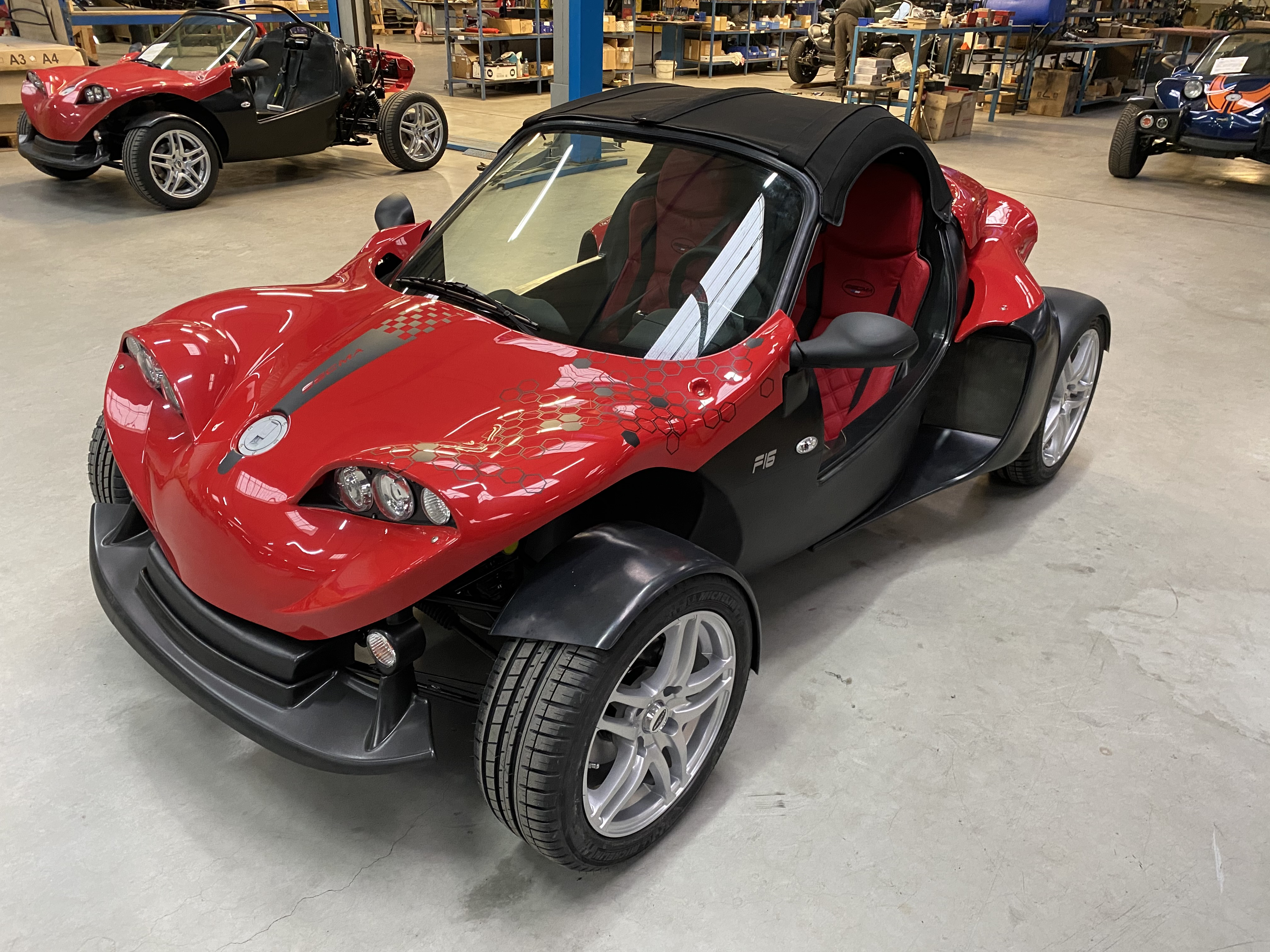
Secma F-16.

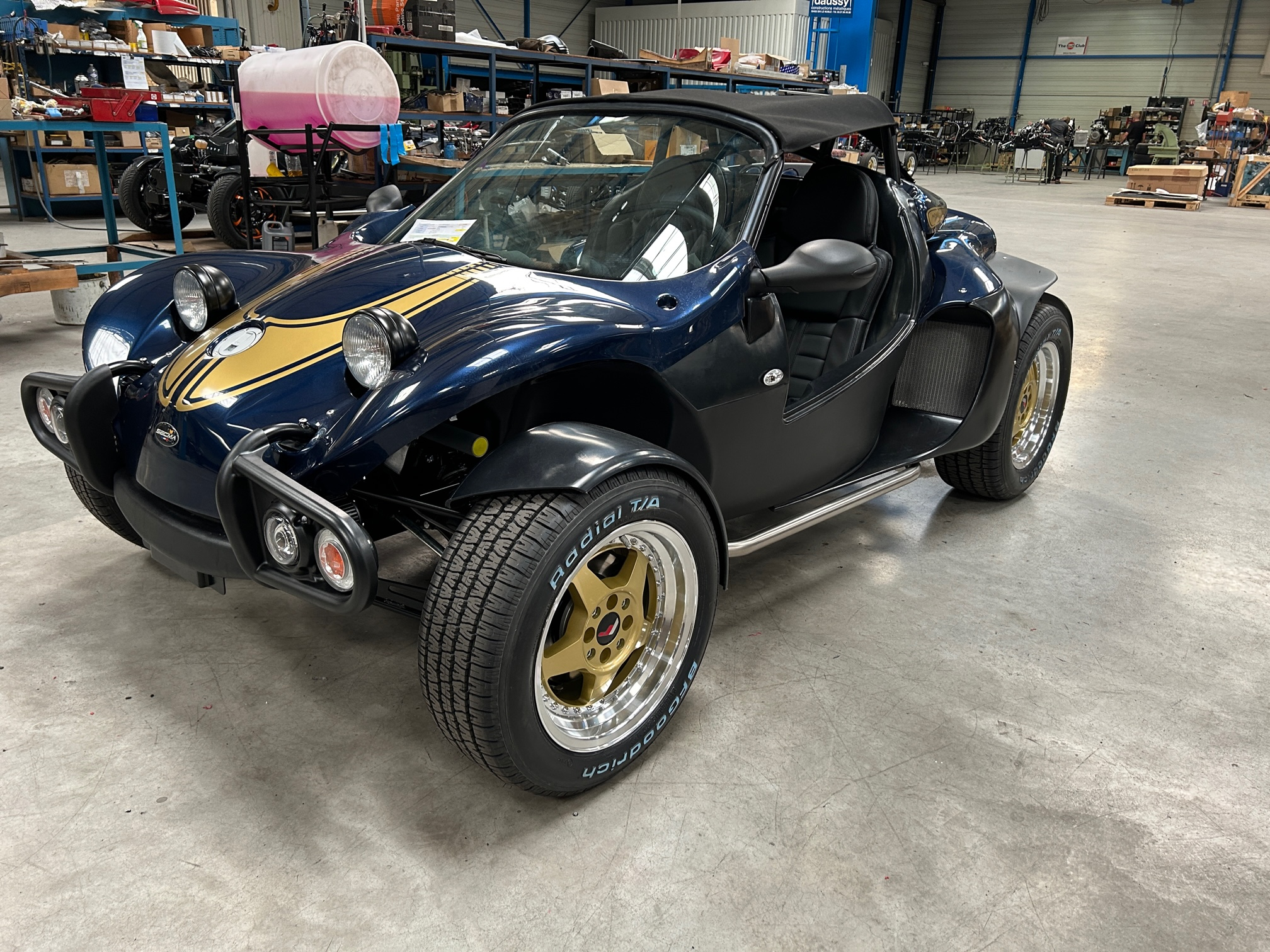
FUN BUGGY

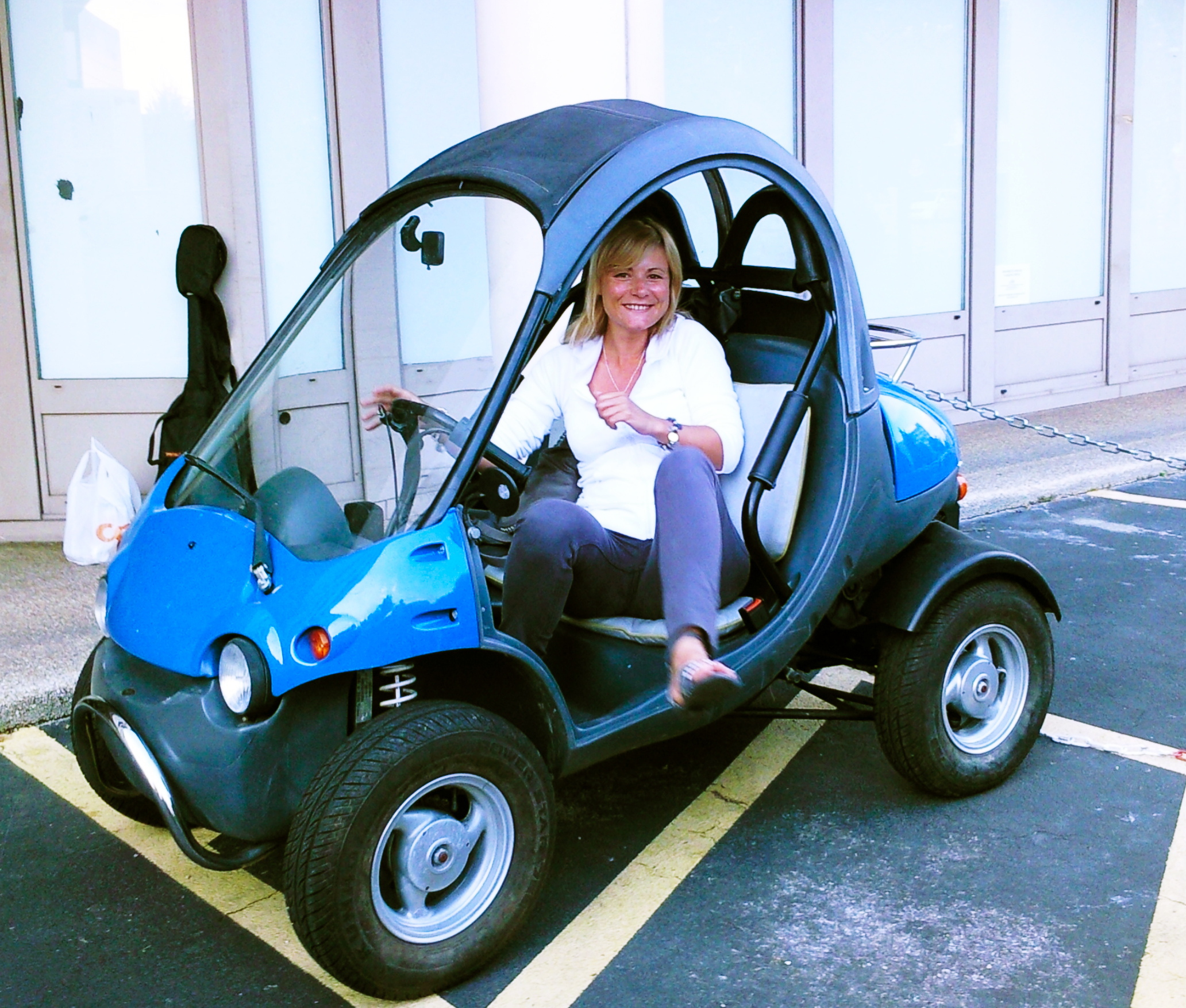
Secma FunTech 340

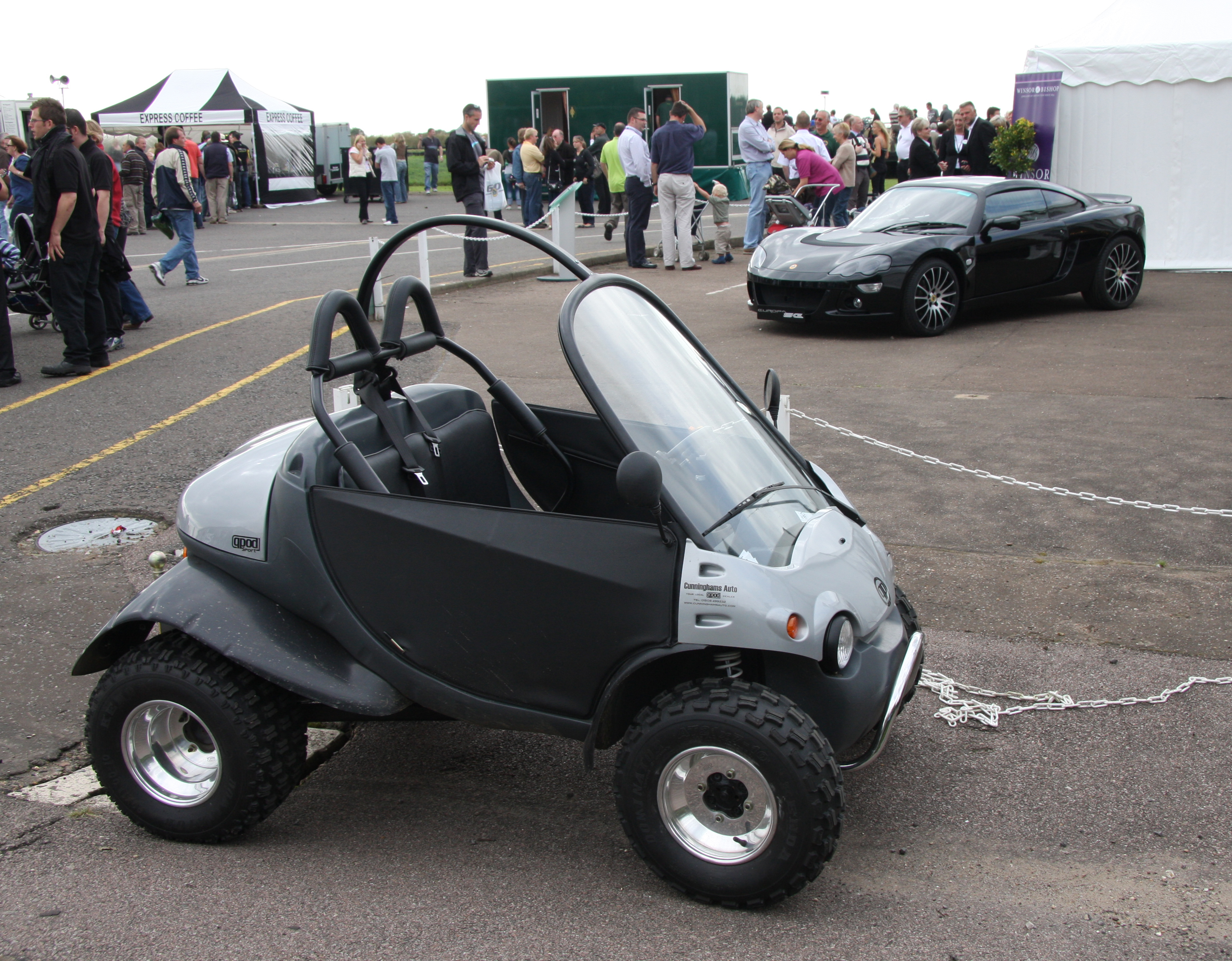
Secma Fun Tech ou QPod

- 2022 Secma F16 Turbo GT, avec face avant nouvelle, optiques modernes et pack aéro intégré
- 2020 Secma F16 Turbo 225 cv avec autobloquant Torsen de série. Moteur Peugeot EP6 225 cv
- 2017 Secma Fun Buggy : Buggy basé sur le Secma F16, version "baroudeur" du roadster avec une garde au sol de 220 mm et équipé de protections pour une utilisation tout chemin[11].
- 2016 Secma F16 Turbo : Cabriolet deux places de 657 kg équipé d'un moteur 4 cylindres turbocompressé d'origine Peugeot de 1 598 cm3 développant 205 ch[12]
- 2008 Secma F16 : cabriolet deux places, équipé d'un moteur 4 cylindres d'origine Renault de 1 598 cm3 développant 105 ch[13]
- 2006 Secma Fun Runner : tricycle deux places à moteur Peugeot 4 cylindres de 1 360 cm3
- Secma Fun Elec : roadster électrique en 2 versions: sans permis dès 14 ans de 6 kW et l’autre accessible avec le permis B de 15 kW et capable de 80 km/h[14].
- Secma Fun Extre'm : roadster deux places, équipé d'un moteur bi-cylindre de 505 cm3[15]
- Secma F440 : roadster deux places sans permis, équipé d'un moteur diesel de 440 cm3[16]
- Secma Fun Lander : Pick Up deux places sans permis, équipé d'un moteur diesel de 440 cm3[17]
- Secma Fun Quad : Buggy tout-terrain deux places à capote ouvrante, équipé d'un moteur Lombardini 340 cm3[18]
- Secma Fun Tech : version ville du Fun Quad, jantes de moindre largeur et pneus route. Appelé Qpod (en) en Angleterre.
- Secma Fun Tech 50: version 50 cm3 à 3 roues + stabilisateurs.
- Secma Fun Buggy : Buggy tout-terrain deux places, ouvert, équipé d'un moteur Lombardini 340 cm3

## Motorisation
- Moteur Peugeot 1600cc TURBO 225 ch.
- Moteur Peugeot 1.6 Turbo EP6 de 205 ch.
- Moteur Renault - Nissan 1.6 Sce H4M 115 ch depuis 2024
- Moteur Renault 1.6 16s K4M Renault. Puissance de 105 ch pour 560 kg.
- Moteurs Lombardini 505 cm3 essence pour le Fun 500, Lombardini 442 cm3 diesel à boite auto pour les Fun Lander et F440 DCI.
- Moteurs Lombardini 340 cm3 à variateur pour les Fun Quad 340 cm3 et Fun Tech 340 cm3.